# براندشاید (وستروالدکرایس)
براندشاید (به آلمانی: Brandscheid) یک شهر در آلمان است که در وستروالدکرایس واقع شده‌است.